# 鼢足鼠
鼢足鼠（学名：Spalacopus cyanus）是啮齿目八齿鼠科中的一种，广泛分布于智利中部地区。群居，善于掘地。